# Century Pacific Food
Century Pacific Food, Inc. es una empresa multinacional filipina del procesamiento de los alimentos con sede en Pasig.

## Historia
Century Pacific Food, Inc. fue fundada el 25 de octubre de 2013 por Ricardo S. Po, Sr. como una subsidiaria de Century Pacific Group, Inc. (anteriormente la predecesora de la compañía, Century Canning Corporation) para consolidar la cartera de fabricación de alimentos del grupo. Comenzó a cotizar en la Bolsa de Valores de Filipinas el 6 de mayo de 2014 bajo el símbolo CNPF. La empresa matriz fue fundada el 12 de diciembre de 1978 como Century Canning Corporation, cuyo negocio principal era la distribución y venta de productos pesqueros enlatados y procesados derivados del atún, las sardinas y el sábalo.

## Marcas
- 555
- Angel
- Argentina
- Birch Tree
- Blue Bay
- Century Quality
- Century Tuna
- Choco Hero
- Coco Mama
- Fresca
- Goodest[3]
- Home Pride
- Hunt's (bajo licencia de Conagra Brands)[4][5]
- Kaffe de Oro
- Ligo[6]
- Lucky 7
- Proteus
- Shanghai
- Swift
- unCheese
- unMeat
- Vita Coco (distribución en Filipinas)[7][8]
- Wow

## Filiales y divisiones
- General Tuna Corporation
- Snow Mountain Dairy Corporation
- Allforward Warehousing, Inc.
- Century Pacific Agricultural Ventures, Inc.
- Century Pacific Seacrest, Inc.
- Century Pacific Food Packaging Ventures, Inc.
- Centennial Global Corporation
- Cindena Resources Limited
- Century (Shanghai) Trading Company Limited
- Century International (China) Company Limited
- Century Pacific North America Enterprises, Inc.
- RSPo Foundation, Inc.